# Utricularia odontosepala
Utricularia odontosepala är en tätörtsväxtart som beskrevs av Otto Stapf. Utricularia odontosepala ingår i släktet bläddror, och familjen tätörtsväxter. Inga underarter finns listade i Catalogue of Life.